# Fontaine Uitgevers
Fontaine Uitgevers (niet te verwarren met Uitgeverij De Fontein) is een Nederlandse uitgeverij die in 2002 is opgericht door Martin Fontijn. Oorspronkelijk was deze uitgeverij gekoppeld aan Schuyt & Co.
Op 1 oktober 2015 sloot Fontaine zich aan bij Nieuw Amsterdam dat per juli 2019 is omgedoopt tot Park Uitgevers.

## Fonds
Het fonds van Fontaine bestaat vooral uit non-fictie boeken op het gebied van koken, wetenschap & techniek, geschiedenis & cultuur, en natuur. Fontaine is de uitgever van auteurs als Yotam Ottolenghi, Anna Jones, Mieke Kerkhof, Claudia Roden, Asma Khan en Govert Schilling.

## Fontaine Kinderboeken
Fontaine Kinderboeken richt zich zowel op (geïllustreerde) non-fictie als op fictie. Bekende titels zijn het bekroonde Brons van Linda Dielemans], Gif in het dierenrijk van Mátyás Bittenbinder en Barend Last, De geheime detectives van Ella Risbridger en The Land of Stories van Chris Colfer.

## Imprints
Fontaine brengt in samenwerking met tijdschriftuitgevers als Roularta boeken op de markt die passen bij het publiek van de tijdschriften van deze uitgevers, zoals Roots (tijdschrift).